# Adriaan de Keizer
Adriaan de Keizer (Werkendam 10 oktober 1922 - Werkendam 3 mei 2007) was een van de line-crossers tijdens de Tweede Wereldoorlog.
Een van de piloten die hij heeft overgezet was Rock Hollomon.
Na de oorlog had De Keizer een tankstation aan de A27 ten noordoosten van Hank dat hij 'Crossing Station De Keizer' noemde. Het station werd op 5 oktober 1966 door Prins Bernhard geopend. Die onthulde daar tegelijk een plaquette ter herdenking van de line-crossers Aaike van Driel en Kees van de Sande. Het tankstation is sindsdien verbouwd, maar de plaquette staat nog steeds bij het tankstation.
Een grote wens van Adriaan Keizer was om Hollomon nog eens te ontmoeten. Hiertoe reisde hij mid 60'er jaren naar de Verenigde Staten waar hij te horen kreeg dat deze piloot tijdens een vliegtuigongeluk om het leven was gekomen. Teleurgesteld gaf hij zijn zoektocht op. Pas in 2005, toen Hollomons neergestorte Mustang in Nederland teruggevonden was en het onderzoeksteam contact opnam met de familie De Keizer, hoorde hij dat het om een vergissing ging, en dat het ging om een andere piloot met dezelfde naam. Wel was Rock Hollomon in 1992 overleden maar zijn drie kinderen leefden nog.
Een jaar later werd Adriaan de Keizer ernstig ziek, veel tijd om een ontmoeting met Hollomons kinderen te regelen was er niet. Hollomons dochter Mary Evelyn kwam over. Samen gingen ze naar Drimmelen om te zien waar Rock Holloman zijn vrijheid had teruggekregen. Enkele weken later overleed De Keizer.

## Onderscheiden
- Orde van Oranje Nassau
- Bronzen Kruis
- Verzetsherdenkingskruis
- Militaire onderscheiding van oud Europese strijders.